# 國際鳥盟
國際鳥盟（英語：BirdLife International）為一個國際生態保育聯盟，擁有由全球的夥伴組織組成的網絡，包括香港觀鳥會 、英國皇家鳥類保護協會、直布羅陀鳥類學暨自然史學會、奧杜邦學會、孟買自然史學會、澳州鳥會等。

## 歷史
國際鳥盟成立於1922年，創辦者為吉勃特皮爾森（Gilbert Pearson）與尚提奧多德拉庫爾（Jean Theodore Delacour），初期名為國際鳥類保育協會，此名稱在二次戰後即不再使用，直至1983年才恢復運作，並於1993年更名為國際鳥盟。現任主席是日本的憲仁親王妃久子。2013年，台灣由於保育黑面琵鷺的成效，獲得國際鳥盟頒發的「國際保育獎」。

## 爭議
2008年，在中華人民共和國的壓力下，國際鳥盟要求當時的中華鳥會將其英文名稱“Wild Bird Federation Taiwan”更改為現在的“Chinese Wild Bird Federation”。2020年9月，國際鳥盟認為臺灣中華民國野鳥學會的中文名稱，對國際鳥盟的夥伴關係（中華人民共和國）造成經營上的“風險”，要求中華鳥會簽署更名、承諾不倡導推廣中華民國合法性與台灣脫離中國獨立的文件，遭到中華鳥會嚴正拒絕後，決定將中華鳥會自正式夥伴關係中移除。中華鳥會批評這顯然是基於政治考量，而國際鳥盟這樣的全球保育組織不應該做出這樣的決定。中華民國外交部譴責國際鳥盟受到中華人民共和国方面压力而將中華民國野鳥學會除名。為此，國際鳥盟並未針對要求中華鳥會「反台獨」一事做出正式回應，但在國際鳥盟CEO朱利塔電子郵件中，則反批評中華鳥會的對外聲明令人相當傷心，並告知職員們如果對此事有疑問，請不要發表任何評論，而是應該將此事轉交給她處理。

## 紅色名錄
在世界自然保護聯盟與物種存續委員會合著出版的世界自然保護聯盟瀕危物種紅色名錄中，鳥類的部份由國際鳥盟所負責。

## 外部連結
- 國際鳥盟 （页面存档备份，存于）官方網站（英文）
- 國際鳥盟的Facebook專頁
- 國際鳥盟的X（前Twitter）
- 國際鳥盟的Instagram帳戶
- YouTube上的BirdLife International
- 國際鳥盟的Tumblr
- 國際鳥盟的Google+帳戶
- 國際鳥盟 （页面存档备份，存于）的Linkedin帳戶
- BirdLife International Data Zone with fact sheets for all bird species （页面存档备份，存于）
- BirdLife International Data Zone with fact sheets for all Important Bird Areas (IBAs) （页面存档备份，存于）
- BirdLife International Data Zone with fact sheets for all Endemic Bird Areas (EBAs) （页面存档备份，存于）
- BirdLife International - State of the world's birds case studies （页面存档备份，存于）